# Thomas Jack
Thomas Jack (* 19. April 1993 in Bemboka, New South Wales; bürgerlich Tom Jack Johnston) ist ein australischer DJ und Musikproduzent. Internationale Bekanntheit erlangte er durch die Etablierung des Subgenres Tropical House. Er brachte den Begriff 2013 in Umlauf. Er steht bei den Major-Labels Parlophone und Warner Music unter Vertrag.

## Werdegang
Jack wurde in der australischen Kommune Bemboka geboren. Seine Kindheit war von der Milchfarm und dem ruhigen Landleben geprägt. Später zog er in die naheliegende Kleinstadt Bega um. Laut eigenen Angaben kam Jack über die Musiksoftware eJay mit elektronischer Tanzmusik in Kontakt. In der Folge setzte er sich immer mehr mit den Grundlagen der Musikproduktion auseinander. Er wechselte zu Ableton Live, welches er von seinem Vater zu Weihnachten erhalten hatte.
Er wurde von Myles Shear auf Soundcloud entdeckt, welcher sein erster Manager wurde. Jack gilt als der erste bekannte Vertreter der Musikrichtung Tropical House. Im Laufe der Zeit wurden immer mehr Produzenten wie Kygo und Klingande mit der Musikrichtung assoziiert.

## Diskografie (Auswahl)
- 2015: Rivers (mit Nico & Vinz; Parlophone)
- 2016: Rise Up (mit Jasmine Thompson; Warner Music)
- 2017: Homegrown (mit Haux; Ultra Records)